# Liste der denkmalgeschützten Objekte in Haslach an der Mühl
Die Liste der denkmalgeschützten Objekte in Haslach an der Mühl enthält die 86 denkmalgeschützten, unbeweglichen Objekte der Gemeinde Haslach an der Mühl im oberösterreichischen Bezirk Rohrbach.

## Denkmäler
| Foto |                 | Denkmal | Standort                                     | Beschreibung | Metadaten |
| ---- | --------------- | --- | -------------------------------------------- | --- | --- |
| ja   | Datei hochladen | Linzerbrücke HERIS-ID: 19359 Objekt-ID: 15657                                                                 | südöstlich Haslach Standort KG: Haslach      | Die Linzerbrücke wurde 1867 aus dem Material des abgetragenen Oberen Torturms errichtet. Die steinerne Bogenbrücke über die Steinerne Mühl besitzt eine niedrige, blockhafte, in Schlitzen geöffnete Brüstung. | BDA-Hist.: Q37847390 Status: § 2a Stand der BDA-Liste: 2025-06-30 Name: Linzerbrücke GstNr.: 4141/2                                                                               |
| ja   | Datei hochladen | Kath. Pfarrkirche hl. Nikolaus HERIS-ID: 19356 Objekt-ID: 15654                                               | bei Kirchenplatz 2 Standort KG: Haslach      | Die Pfarrkirche von Haslach gilt als einer der bedeutendsten Kirchenbauten der Spätgotik im Oberen Mühlviertel, wobei der Chor als ältester Bauteil um 1400 errichtet wurde, das Langhaus entstand um 1500. Das spätgotische, einschiffige und vierjochige Langhaus prägt den wehrhaften Charakter der Kirche, während sich im Inneren eine einheitliche, neogotische Ausstattung findet. | BDA-Hist.: Q37847355 Status: § 2a Stand der BDA-Liste: 2025-06-30 Name: Kath. Pfarrkirche hl. Nikolaus GstNr.: .5 Sankt Nikolaus parish church (Haslach an der Mühl)              |
| ja   | Datei hochladen | Pfarrhof HERIS-ID: 19357 Objekt-ID: 15655                                                                     | Kirchenplatz 1 Standort KG: Haslach          | Der Pfarrhof der Haslacher Pfarrkirche entstand zwischen dem Ende des 16. Jahrhunderts und dem Beginn des 17. Jahrhunderts, wobei das Gebäude im Barock bzw. im 19. Jahrhundert umgebaut wurde. Das zweigeschoßige Wohnhaus verfügt über eine Fassade mit Ortsteinquaderung und Putzbandgliederung, zudem besteht ein ebenfalls zweigeschoßiger, ehemaliger Wirtschaftstrakt. Im Inneren des Pfarrhofs finden sich Kreuzgratgewölbe bzw. Stichkappentonnen. | BDA-Hist.: Q37847366 Status: § 2a Stand der BDA-Liste: 2025-06-30 Name: Pfarrhof GstNr.: .3                                                                                       |
| ja   | Datei hochladen | Bürgerhaus, Gasthaus HERIS-ID: 20390 Objekt-ID: 16693                                                         | Marktplatz 2 Standort KG: Haslach            | Der Gasthof wurde bereits 1640 urkundlich erwähnt, wobei als Besitzer durchgehend Gastwirte oder Bäcker überliefert sind. Bei dem Gebäude handelt es sich um ein barockes Eckhaus, das an die Marktmauer angebaut wurde. Der zweigeschoßige Bau verfügt über tonnengewölbte Keller und barocke Riemlingdecken. | BDA-Hist.: Q37851010 Status: Bescheid Stand der BDA-Liste: 2025-06-30 Name: Bürgerhaus, Gasthaus GstNr.: .1                                                                       |
| ja   | Datei hochladen | Bürgerhaus, ehem. Schön- und Schwarzfärberhaus HERIS-ID: 20417 Objekt-ID: 16721                               | Marktplatz 3 Standort KG: Haslach            | Das ehemalige Schön- und Schwarzfärberhaus wurde erstmals 1640 urkundlich erwähnt und diente zwischen 1882 und 1884 als Webschule. Das Gebäude stammt teilweise aus dem 16. bzw. 17. Jahrhundert, wurde jedoch in der zweiten Hälfte des 19. Jahrhunderts umgebaut. Der zweigeschoßige Bau verfügt über Kappengewölbe aus dem 19. Jahrhundert sowie über Tonnen- und Kreuzgratgewölbe im rückwärtigen Trakt. | BDA-Hist.: Q37851384 Status: Bescheid Stand der BDA-Liste: 2025-06-30 Name: Bürgerhaus, ehem. Schön- und Schwarzfärberhaus GstNr.: .2                                             |
| ja   | Datei hochladen | Bürgerhaus, ehem. Bäcker- und Gastwirtshaus HERIS-ID: 20419 Objekt-ID: 16723                                  | Marktplatz 6 Standort KG: Haslach            | Das ehemalige Bäcker- und Gastwirtshaus stammt zum Teil aus dem Ende des 16. Jahrhunderts und besitzt eine barocke bzw. klassizistische Fassade, die mittels Riesensilhouettenpilastern und Fensterstuckdekor gegliedert wurde. Im Inneren finden sich tonnengewölbte Seitenflure und eine Treppe auf barocker, toskanischer Säule. | BDA-Hist.: Q37851414 Status: Bescheid Stand der BDA-Liste: 2025-06-30 Name: Bürgerhaus, ehem. Bäcker- und Gastwirtshaus GstNr.: .10/1                                             |
| ja   | Datei hochladen | Bürgerhaus, ehem. Leinwandhändler- bzw. Krämerhaus HERIS-ID: 20420 Objekt-ID: 16724                           | Marktplatz 7 Standort KG: Haslach            | Das ehemalige Leinwandhändler- bzw. Krämerhaus ist ein spätmittelalterliches Gebäude mit spätgotischem Breiterker auf Segmentbögen über Konsolen. Der klassizistische Fassadendekor weist Girlanden und Rosetten aus Stuck auf. | BDA-Hist.: Q37851440 Status: Bescheid Stand der BDA-Liste: 2025-06-30 Name: Bürgerhaus, ehem. Leinwandhändler- bzw. Krämerhaus GstNr.: .11                                        |
| ja   | Datei hochladen | Bürgerhaus HERIS-ID: 20391 Objekt-ID: 16694                                                                   | Marktplatz 9 Standort KG: Haslach            | Das spätmittelalterliche Bürgerhaus wurde im 15. bis 16. Jahrhundert erbaut. Bei Zu- und Umbauten im 20. Jahrhundert erfolgte die Umwandlung des Breiterkers zu einem Mittelerker. Die Toreinfahrt blieb mit spätgotischem, rundbogigem Steingewände erhalten, im Inneren finden sich tonnengewölbte Keller, kreuzgratgewölbte Seitenflure sowie Tonnen- und Kreuzgratgewölbe mit angeputzten Graten aus der Zeit um 1700. | BDA-Hist.: Q37851018 Status: Bescheid Stand der BDA-Liste: 2025-06-30 Name: Bürgerhaus GstNr.: .13                                                                                |
| ja   | Datei hochladen | Bürgerhaus HERIS-ID: 20421 Objekt-ID: 16725                                                                   | Marktplatz 10 Standort KG: Haslach           | Dieses Ackerbürgerhaus wurde Ende des 16. Jahrhunderts bzw. Anfang des 17. Jahrhunderts errichtet und 1870 mit dem benachbarten Haus am Marktplatz 11 zusammengelegt. 1893 gelangte das Haus in den Besitz der Gemeinde und wurde ab dem Anfang des 20. Jahrhunderts mehrmals umgebaut. Zu den Ausstattungen des Gebäudes zählen Seitenflure mit Tonnengewölben, barocke Riemlingdecken über geschnitztem Rüstbaum und josephinische Türen in geschnitzten Türstöcken. | BDA-Hist.: Q37851452 Status: Bescheid Stand der BDA-Liste: 2025-06-30 Name: Bürgerhaus GstNr.: .14                                                                                |
| ja   | Datei hochladen | Bürgerhaus HERIS-ID: 20422 Objekt-ID: 16726                                                                   | Marktplatz 11 Standort KG: Haslach           | Das ehemalige Leinenweberhaus ist breit über zwei mittelalterlichen Bauparzellen gelagert und wurde 1720 erstmals urkundlich erwähnt. 1957 wurde in diesem Haus ein Kino eingerichtet. | BDA-Hist.: Q15788427 Status: Bescheid Stand der BDA-Liste: 2025-06-30 Name: Bürgerhaus GstNr.: .15                                                                                |
| ja   | Datei hochladen | Bürgerhaus HERIS-ID: 20392 Objekt-ID: 16695                                                                   | Marktplatz 12 Standort KG: Haslach           | | BDA-Hist.: Q37851044 Status: Bescheid Stand der BDA-Liste: 2025-06-30 Name: Bürgerhaus GstNr.: .16/1                                                                              |
| ja   | Datei hochladen | Bürgerhaus, ehem. Leinwandhändlerhaus HERIS-ID: 20393 Objekt-ID: 16696                                        | Marktplatz 13 Standort KG: Haslach           | Das Gebäude, ein ehemaliges Leinwandweberhaus, entstand Ende des 16. Jahrhunderts bzw. Anfang des 17. Jahrhunderts, wobei das Haus im 18. Jahrhundert umgebaut wurde. Zur Innenausstattung des Gebäudes gehören Seitenflure mit flachen Kappen- bzw. Tonnengewölben sowie barocke Kreuzgratgewölben, Platzlgewölbe im Obergeschoß sowie spätbarocke Stiegengitter und josephinische Türstöcke. | BDA-Hist.: Q37851059 Status: Bescheid Stand der BDA-Liste: 2025-06-30 Name: Bürgerhaus, ehem. Leinwandhändlerhaus GstNr.: .17                                                     |
| ja   | Datei hochladen | Bürgerhaus HERIS-ID: 20423 Objekt-ID: 16727                                                                   | Marktplatz 14 Standort KG: Haslach           | Das ehemalige Ledererhaus entstand in seiner heutigen Form vermutlich im Barock durch die Zusammenlegung zweier Häuser, deren Niveausprung noch heute durch die Fensterniveaus sichtbar sind. Das Bauwerk stammt im Kern aus dem Spätmittelalter bzw. dem Beginn des 17. Jahrhunderts, wobei sich hofseitig die Reste eines spätgotischen Fensters erhalten haben. Die Erdgeschoßräume weisen Kreuzgratgewölbe und Tonnengewölbe auf Wandpfeilern auf. | BDA-Hist.: Q37851489 Status: Bescheid Stand der BDA-Liste: 2025-06-30 Name: Bürgerhaus GstNr.: .18                                                                                |
| ja   | Datei hochladen | Mariensäule HERIS-ID: 19405 Objekt-ID: 15703                                                                  | gegenüber Marktplatz 14 Standort KG: Haslach | Die Mariensäule wurde 1745 errichtet und 1970 restauriert. Sie besteht aus einer hohen Säule mit darüberliegendem, obeliskartigem Pfeiler mit einer darauf thronenden Darstellung der Maria Immaculata. | BDA-Hist.: Q37847516 Status: § 2a Stand der BDA-Liste: 2025-06-30 Name: Mariensäule GstNr.: 4228/6 Mariensäule Haslach an der Mühl                                                |
| ja   | Datei hochladen | Bürgerhaus HERIS-ID: 20394 Objekt-ID: 16697                                                                   | Marktplatz 15 Standort KG: Haslach           | Das zweigeschoßige Eckhaus weist spätmittelalterliche Teile auf und einen dreigeschoßigen Renaissance-Arkadengang auf. Die Fassade zum Marktplatz wurde zudem durch ein turmartiges Mittelrisalit akzentuiert. Im Inneren bestehen zahlreiche Gewölbeformen, der dreigeschoßige Hofflügel mit unterschiedlich gestalteten Renaissance-Laubengängen aus dem späten 16. Jahrhundert weist Kreuzgratgewölbe auf. | BDA-Hist.: Q37851086 Status: Bescheid Stand der BDA-Liste: 2025-06-30 Name: Bürgerhaus GstNr.: .19                                                                                |
| ja   | Datei hochladen | Bürgerhaus HERIS-ID: 20424 Objekt-ID: 16728                                                                   | Marktplatz 17 Standort KG: Haslach           | Das Eckhaus wurde Mitte des 19. Jahrhunderts anstelle der ehemaligen Fleischbänke errichtet. Die Türen stammen aus der Bauzeit. | BDA-Hist.: Q37851502 Status: Bescheid Stand der BDA-Liste: 2025-06-30 Name: Bürgerhaus GstNr.: .68                                                                                |
| ja   | Datei hochladen | Bürgerhaus HERIS-ID: 20425 Objekt-ID: 16729                                                                   | Marktplatz 18 Standort KG: Haslach           | | BDA-Hist.: Q37851531 Status: Bescheid Stand der BDA-Liste: 2025-06-30 Name: Bürgerhaus GstNr.: .69                                                                                |
| ja   | Datei hochladen | Bürgerhaus, ehem. Baderhaus HERIS-ID: 20387 Objekt-ID: 16690                                                  | Marktplatz 20 Standort KG: Haslach           | Das ehemalige Badhaus wurde urkundlich erstmals 1750 genannt, wobei Teile des barock umgebauten Gebäudes aus dem 16. Jahrhundert stammen. Die Stuckfassade des zweigeschoßigen Bauwerks stammt aus der Zeit um 1800, wobei die Gliederung mittels geschwungenen Fensterverdachungen mit floralen Füllungen erfolgte. Das profilierte Rechteckport aus dem 16. Jahrhundert stellt den Eingang dar, wobei sich im Inneren Platzl- und Tonnengewölbe aus dem 18. Jahrhundert finden. | BDA-Hist.: Q37850952 Status: Bescheid Stand der BDA-Liste: 2025-06-30 Name: Bürgerhaus, ehem. Baderhaus GstNr.: .72                                                               |
| ja   | Datei hochladen | Bürgerhaus, ehem. Schnürmacherhaus HERIS-ID: 20426 Objekt-ID: 16730                                           | Marktplatz 21 Standort KG: Haslach           | Das ehemalige Schnürmacherhaus wurde Ende des 16. Jahrhunderts bzw. im 17. Jahrhundert errichtet. Die Tramdecke mit einem teilweise freigelegten Rüstbaum trägt Rosettendekor und ist mit der Jahreszahl 1697 bezeichnet. | BDA-Hist.: Q37851544 Status: Bescheid Stand der BDA-Liste: 2025-06-30 Name: Bürgerhaus, ehem. Schnürmacherhaus GstNr.: .73                                                        |
| ja   | Datei hochladen | Bürgerhaus HERIS-ID: 20388 Objekt-ID: 16691                                                                   | Marktplatz 22 Standort KG: Haslach           | Das Bürgerhaus am Marktplatz 22 wurde urkundlich bereits 1624 genannt, wobei der eingeschoßige, barocke Eckbau über ein Schopfwalmdach verfügt. | BDA-Hist.: Q37850963 Status: Bescheid Stand der BDA-Liste: 2025-06-30 Name: Bürgerhaus GstNr.: .74                                                                                |
| ja   | Datei hochladen | Bürgerhaus, ehem. Leinweberhaus HERIS-ID: 20427 Objekt-ID: 16731                                              | Marktplatz 26 Standort KG: Haslach           | Das ehemalige Leinweberhaus wurde 1912 als Apotheke bzw. Angestelltenhaus der Firma Vonwiller im späthistoristischen Stil errichtet. | BDA-Hist.: Q37851558 Status: Bescheid Stand der BDA-Liste: 2025-06-30 Name: Bürgerhaus, ehem. Leinweberhaus GstNr.: .76                                                           |
| ja   | Datei hochladen | Wohnhaus, ehem. Leinenweberhaus HERIS-ID: 20399 Objekt-ID: 16702                                              | Marktplatz 27 Standort KG: Haslach           | Das ehemalige Leinenweberhaus ist im Kern spätmittelalterlichen Ursprungs. Der Vorsprung entstand möglicherweise durch einen unterbauten Erker. Weitere Charakteristika sind eine kreuzgratgewölbte Durchfahrt, ein platzlgewölbtes Obergeschoßvorhaus und Riemlingdecken mit Rüstbaum. | BDA-Hist.: Q37851165 Status: Bescheid Stand der BDA-Liste: 2025-06-30 Name: Wohnhaus, ehem. Leinenweberhaus GstNr.: .77                                                           |
| ja   | Datei hochladen | Teil der Marktbefestigung HERIS-ID: 37972 Objekt-ID: 37423                                                    | bei Marktplatz 27 Standort KG: Haslach       | Im Hinterhaus des ehemaligen Leinenweberhauses finden sich Teile der Marktmauer. | BDA-Hist.: Q37978212 Status: Bescheid Stand der BDA-Liste: 2025-06-30 Name: Teil der Marktbefestigung GstNr.: .77 City wall of Haslach an der Mühl                                |
| ja   | Datei hochladen | Bürgerhaus, ehem. Bäcker- und Weingastgebhaus HERIS-ID: 20428 Objekt-ID: 16732                                | Marktplatz 28 Standort KG: Haslach           | Das dreigeschoßige, ehemalige Bäcker- und Weingastgebhaus stammt aus dem 17. bzw. 18. Jahrhundert und wurde 1950 innen weitgehend verändert. | BDA-Hist.: Q37851582 Status: Bescheid Stand der BDA-Liste: 2025-06-30 Name: Bürgerhaus, ehem. Bäcker- und Weingastgebhaus GstNr.: .95/1                                           |
| ja   | Datei hochladen | Bürgerhaus, ehem. Hufschmied- und Gschmeidhandlerhaus HERIS-ID: 20429 Objekt-ID: 16733                        | Marktplatz 29 Standort KG: Haslach           | Das ehemalige Hufschmied- und Gschmeidhandlerhaus stammt teilweise aus dem 16. Jahrhundert. | BDA-Hist.: Q37851597 Status: Bescheid Stand der BDA-Liste: 2025-06-30 Name: Bürgerhaus, ehem. Hufschmied- und Gschmeidhandlerhaus GstNr.: .96                                     |
| ja   | Datei hochladen | Bürgerhaus, ehem. Fleischhauerhaus HERIS-ID: 20430 Objekt-ID: 16734                                           | Marktplatz 30 Standort KG: Haslach           | Das ehemalige Fleischhauerhaus stammt zum größten Teil aus dem Ende des 16. bzw. dem 17. Jahrhundert und weist verschiedene Gewölbe des späten 16. bis 18. Jahrhunderts auf. | BDA-Hist.: Q37851616 Status: Bescheid Stand der BDA-Liste: 2025-06-30 Name: Bürgerhaus, ehem. Fleischhauerhaus GstNr.: .97                                                        |
| ja   | Datei hochladen | Bürgerhaus, ehem. Leinweber-, Flachs- und Leinwandhändlerhaus HERIS-ID: 20431 Objekt-ID: 16735                | Marktplatz 31 Standort KG: Haslach           | Das ehemalige Leinweber-, Flachs- und Leinwandhändlerhaus ist ein Ackerbürgerhaus aus dem Ende des 16. bzw. 17. Jahrhunderts mit barocken Umbauten. Die spätbarocke bzw. frühklassizistische Fassade mit Fensterstuckdekor entstand zwischen 1780 und 1800. Im Inneren finden sich spätbarocke, übertünchte Wandmalereien mit Darstellungen von Heiligen. | BDA-Hist.: Q37851631 Status: Bescheid Stand der BDA-Liste: 2025-06-30 Name: Bürgerhaus, ehem. Leinweber-, Flachs- und Leinwandhändlerhaus GstNr.: .98 Haslach - Marktplatz 31     |
| ja   | Datei hochladen | Bürgerhaus, ehem. Leinweber-, Leinwandhändler- und Schnürmacherhaus HERIS-ID: 20432 Objekt-ID: 16736          | Marktplatz 32 Standort KG: Haslach           | Das ehemalige Leinweber-, Leinwandhändler- und Schnürmacherhaus wurde im 16. bis 17. Jahrhundert errichtet und verfügt über ein zweigeschoßiges Hinterhaus mit Pawlatsche aus dem Jahr 1862. | BDA-Hist.: Q37851647 Status: Bescheid Stand der BDA-Liste: 2025-06-30 Name: Bürgerhaus, ehem. Leinweber-, Leinwandhändler- und Schnürmacherhaus GstNr.: .99                       |
| ja   | Datei hochladen | Bürgerhaus, ehem. Kürschnerhaus HERIS-ID: 20433 Objekt-ID: 16737                                              | Marktplatz 33 Standort KG: Haslach           | Das ehemalige Kürschnerhaus stammt aus dem Ende des 16. Jahrhunderts bzw. 17. Jahrhundert. | BDA-Hist.: Q37853127 Status: Bescheid Stand der BDA-Liste: 2025-06-30 Name: Bürgerhaus, ehem. Kürschnerhaus GstNr.: .100                                                          |
| ja   | Datei hochladen | Bürgerhaus, ehem. Seifensiederhaus HERIS-ID: 20434 Objekt-ID: 16738                                           | Marktplatz 34 Standort KG: Haslach           | Das breite, ehemalige Seifensiederhaus wurde vermutlich im 18. Jahrhundert aus zwei bestehenden Häusern gebildet. | BDA-Hist.: Q37853150 Status: Bescheid Stand der BDA-Liste: 2025-06-30 Name: Bürgerhaus, ehem. Seifensiederhaus GstNr.: .101                                                       |
| ja   | Datei hochladen | Bürgerhaus, Café HERIS-ID: 20435 Objekt-ID: 16739                                                             | Marktplatz 35 Standort KG: Haslach           | Breit gelagertes Eckhaus, dass 1863 aus zwei ehemals eigenständigen Häusern gebildet wurde. Das Bürgerhaus mit Bauteilen aus dem 16./17. Jahrhundert besitzt eine frühhistoristische Fassade. | BDA-Hist.: Q37853164 Status: Bescheid Stand der BDA-Liste: 2025-06-30 Name: Bürgerhaus, Café GstNr.: .103, .104                                                                   |
| ja   | Datei hochladen | Bürgerhaus, ehem. Bäcker- und Gastgebhaus HERIS-ID: 20436 Objekt-ID: 16740                                    | Marktplatz 36 Standort KG: Haslach           | Die Untergeschoße des Eckbaus an der Fuchsengasse stammen aus dem Spätmittelalter und wurden im 15. bis 16. Jahrhundert errichtet. Das spätgotische Schulterbogenportal entstand während der Bauzeit. | BDA-Hist.: Q37853191 Status: Bescheid Stand der BDA-Liste: 2025-06-30 Name: Bürgerhaus, ehem. Bäcker- und Gastgebhaus GstNr.: .111                                                |
| ja   | Datei hochladen | Bürgerhaus, ehem. Fleischhauer- und Gasthaus HERIS-ID: 20437 Objekt-ID: 16741                                 | Marktplatz 37 Standort KG: Haslach           | Das Wohnhaus diente früher als Fleischhauer- und Gasthaus und besitzt einen spätmittelalterlichen Kern aus dem 15. bis 16. Jahrhundert. Die späthistoristische Fassade entstand Ende des 19. Jahrhunderts. | BDA-Hist.: Q37853206 Status: Bescheid Stand der BDA-Liste: 2025-06-30 Name: Bürgerhaus, ehem. Fleischhauer- und Gasthaus GstNr.: .112 Marktplatz 37, Haslach                      |
| ja   | Datei hochladen | Bürgerhaus HERIS-ID: 20438 Objekt-ID: 16742                                                                   | Marktplatz 38 Standort KG: Haslach           | Das Bürgerhaus mit Bausubstanz aus dem Spätmittelalter besitzt im Inneren Tonnengewölbe (Keller) und Spitztonnengewölbe (Seitenflur), der Treppenaufgang ruht auf einer toskanischen Säule. | BDA-Hist.: Q37853234 Status: Bescheid Stand der BDA-Liste: 2025-06-30 Name: Bürgerhaus GstNr.: .113/1                                                                             |
| ja   | Datei hochladen | Bürgerhaus HERIS-ID: 20389 Objekt-ID: 16692                                                                   | Marktplatz 39 Standort KG: Haslach           | Das Bürgerhaus wurde 1797 aus zwei spätmittelalterlichen Gebäuden gebildet. | BDA-Hist.: Q37850995 Status: Bescheid Stand der BDA-Liste: 2025-06-30 Name: Bürgerhaus GstNr.: .114                                                                               |
| ja   | Datei hochladen | Bürgerhaus, ehem. Weber- und Krämerhaus HERIS-ID: 20439 Objekt-ID: 16743                                      | Marktplatz 40 Standort KG: Haslach           | Das ehemalige Weber- und Krämerhaus ist ein spätmittelalterliches Ackerbürgerhaus, das im 15. bzw. frühen 16. Jahrhundert errichtet und später barock umgestaltet wurde. Im Inneren finden sich im Keller- und Erdgeschoß Tonnengewölbe und spätgotische Spitzbogenportale, in den Obergeschoßen barocke Tonnen- und Kreuzgratgewölbe sowie Riemlingdecken mit Rüstbäumen. | BDA-Hist.: Q37853250 Status: Bescheid Stand der BDA-Liste: 2025-06-30 Name: Bürgerhaus, ehem. Weber- und Krämerhaus GstNr.: .115                                                  |
| ja   | Datei hochladen | Bürgerhaus, ehem. Hufschmied- und Gschmeidhandlerhaus HERIS-ID: 20440 Objekt-ID: 16744                        | Marktplatz 41 Standort KG: Haslach           | Das ehemalige Hufschmied- und Gschmeidhandlerhaus wurde als Ackerbürgerhaus errichtet, wobei Teile aus dem 16. bis 17. Jahrhundert stammen. | BDA-Hist.: Q37853266 Status: Bescheid Stand der BDA-Liste: 2025-06-30 Name: Bürgerhaus, ehem. Hufschmied- und Gschmeidhandlerhaus GstNr.: .116                                    |
| ja   | Datei hochladen | Bürgerhaus, Gasthaus, ehem. Leinwandhändlerhaus und Bäcker HERIS-ID: 20396 Objekt-ID: 16699                   | Marktplatz 43 Standort KG: Haslach           | Das ehemalige Leinwandhändler- und Bäckerhaus wurde heute als Gasthaus zum Goldenen Kreuz geführt, wobei es seit 1838 als Gasthof dient. Das Bauwerk wurde im 17. Jahrhundert aus zwei mittelalterlichen Gebäuden des 15. bis 16. Jahrhunderts gebildet und verfügt über eine teilweise barocke Fassade mit breitem Mittelrisalit, wobei dieses durch ein Korbbogenportal und Doppelfenster betont wurde. Im Inneren des Gebäudes finden sich Wandmalereien aus der Renaissance. | BDA-Hist.: Q37851101 Status: Bescheid Stand der BDA-Liste: 2025-06-30 Name: Bürgerhaus, Gasthaus, ehem. Leinwandhändlerhaus und Bäcker GstNr.: .118                               |
| ja   | Datei hochladen | Bürgerhaus, ehem. Leinwathhandlerhaus HERIS-ID: 20441 Objekt-ID: 16745                                        | Marktplatz 44 Standort KG: Haslach           | In diesem ehemaligen Leinwandhändlerhaus war ab 1864 das Bezirksgericht untergebracht, wobei Bauteile des Hauses aus dem Ende des 16. Jahrhunderts stammen. Um 1960 erfolgte die Aufstockung und der Innenumbau des Gebäudes, wobei auch die Fassade neu entstand. | BDA-Hist.: Q37853292 Status: Bescheid Stand der BDA-Liste: 2025-06-30 Name: Bürgerhaus, ehem. Leinwathhandlerhaus GstNr.: .119                                                    |
| ja   | Datei hochladen | Rathaus, ehem. herrschaftliches Brauhaus des Stiftes Schlägl HERIS-ID: 20442 Objekt-ID: 16746                 | Marktplatz 45 Standort KG: Haslach           | Im heutigen Rathaus, das aus drei Einzelhäusern des 15. und 16. Jahrhunderts gebildet wurde befand sich das Brauhaus des Stifts Schlägl. Die Fassade wird durch ein spätgotisches Segmentbogenportal, eine barocke, zweiarmige Freitreppe und ein spätgotisches Spitzbogenportal akzentuiert, wobei die Fenster teilweise spätbarocke Fensterverdachungen besitzen und das oberste Geschoß von späthistoristischem Dekor geprägt ist. | BDA-Hist.: Q37853307 Status: Bescheid Stand der BDA-Liste: 2025-06-30 Name: Rathaus, ehem. herrschaftliches Brauhaus des Stiftes Schlägl GstNr.: .120 Rathaus Haslach an der Mühl |
| ja   | Datei hochladen | Bürgerhaus, Fleischhauerhaus HERIS-ID: 20443 Objekt-ID: 16747                                                 | Marktplatz 46 Standort KG: Haslach           | Das Fleischhauerhaus stammt in Teilen aus dem 16. bis 17. Jahrhundert, wurde jedoch rezent verändert. | BDA-Hist.: Q37853340 Status: Bescheid Stand der BDA-Liste: 2025-06-30 Name: Bürgerhaus, Fleischhauerhaus GstNr.: .121                                                             |
| ja   | Datei hochladen | Bürgerhaus, ehem. Hutmacherhaus HERIS-ID: 20444 Objekt-ID: 16748                                              | Marktplatz 47 Standort KG: Haslach           | Das ehemalige Hutmacherhaus ist ein spätmittelalterliches Bürgerhaus aus dem Ende des 15. bzw. der ersten Hälfte des 16. Jahrhunderts. Das Eckhaus zur Spitalgasse verfügt über ein verstäbtes Fenstergewände und an der Westfront über spätgotisch gefasste Fenster. | BDA-Hist.: Q37853355 Status: Bescheid Stand der BDA-Liste: 2025-06-30 Name: Bürgerhaus, ehem. Hutmacherhaus GstNr.: .122                                                          |
| ja   | Datei hochladen | Bürgerhaus, ehem. Leinenweberhaus und Befestigungsmauern HERIS-ID: 20397 Objekt-ID: 16700                     | Marktplatz 48 Standort KG: Haslach           | Teile des ehemaligen Leinweberhauses stammen aus dem 16. Jahrhundert, wobei das breit gelagerte Eckhaus über eine bemerkenswerte Marktplatzfassade mit barock geschwungenem Blendgiebel, und seitlichen Voluten aus dem 18. Jahrhundert verfügt. Die Fassade wurde mittels Lisenen gegliedert und durch spätbarocke, geschwungene Fensterverdachungen akzentuiert. Im Giebel befindet sich ein Bild von Mariagnaden. Im Durchgang zur Spitalgasse (Geldluckn) finden sich Reste von Sgraffitodekor. | BDA-Hist.: Q37851142 Status: Bescheid Stand der BDA-Liste: 2025-06-30 Name: Bürgerhaus, ehem. Leinenweberhaus und Befestigungsmauern GstNr.: .132/1, .132/2                       |
| ja   | Datei hochladen | Bürgerhaus, ehem. Kupferschmiede und Befestigungsmauern HERIS-ID: 20400 Objekt-ID: 16703                      | Marktplatz 49 Standort KG: Haslach           | Teile der Kupferschmiede stammen aus dem späten 16. bzw. dem 17. Jahrhundert, 1928 erfolgte eine Aufstockung des Gebäudes. | BDA-Hist.: Q37851191 Status: Bescheid Stand der BDA-Liste: 2025-06-30 Name: Bürgerhaus, ehem. Kupferschmiede und Befestigungsmauern GstNr.: .124/1, .124/2                        |
| ja   | Datei hochladen | Bürgerhaus und Befestigungsmauern HERIS-ID: 20401 Objekt-ID: 16704                                            | Marktplatz 50 Standort KG: Haslach           | Das Eckhaus besitzt eine seitlich vorspringende Fassade, wobei an der östlichen Gebäudeseite die Befestigungsmauer integriert wurde. | BDA-Hist.: Q37851202 Status: Bescheid Stand der BDA-Liste: 2025-06-30 Name: Bürgerhaus und Befestigungsmauern GstNr.: .125                                                        |
| ja   | Datei hochladen | Ortskapelle HERIS-ID: 19362 Objekt-ID: 15660                                                                  | neben Neudorf 1 Standort KG: Haslach         | Der halbkreisförmige Giebelbau mit Satteldach und Giebelreiter wurde im 19. Jahrhundert errichtet und 1989 umgestaltet. Im Inneren findet sich eine schlichte, bäuerliche Einrichtung mit barockisierendem Altarretabel und Gnadenbild der Maria-Hilf. | BDA-Hist.: Q37847415 Status: § 2a Stand der BDA-Liste: 2025-06-30 Name: Ortskapelle GstNr.: .559                                                                                  |
| ja   | Datei hochladen | Bildstock HERIS-ID: 19410 Objekt-ID: 15708                                                                    | bei Pflaster 5 Standort KG: Haslach          | Der spätgotische Lichtpfeiler aus dem ersten Viertel des 16. Jahrhunderts besteht aus einem hohen, oktogonalen Pfeiler, Figurennische und einer an zwei Seiten offenen Laterne. Im Tabernakel befindet sich eine spätgotische Pietà. | BDA-Hist.: Q37847529 Status: § 2a Stand der BDA-Liste: 2025-06-30 Name: Bildstock GstNr.: 4236/1 Lichtpfeiler Haslach                                                             |
| ja   | Datei hochladen | Teil der Marktbefestigung HERIS-ID: 37981 Objekt-ID: 37452                                                    | bei Schlossergasse 4 Standort KG: Haslach    | → Hauptartikel : Wehranlage (Haslach an der Mühl) f1 | BDA-Hist.: Q64485823 Status: Bescheid Stand der BDA-Liste: 2025-06-30 Name: Teil der Marktbefestigung GstNr.: .24 City wall of Haslach an der Mühl                                |
| ja   | Datei hochladen | Teil der Marktmauer HERIS-ID: 20402 Objekt-ID: 16706                                                          | bei Schulgasse 5 Standort KG: Haslach        | → Hauptartikel : Wehranlage (Haslach an der Mühl) f1 | BDA-Hist.: Q64485790 Status: Bescheid Stand der BDA-Liste: 2025-06-30 Name: Teil der Marktmauer GstNr.: .36 City wall of Haslach an der Mühl                                      |
| ja   | Datei hochladen | Teil der Marktmauer HERIS-ID: 19380 Objekt-ID: 15678                                                          | bei Schulgasse 7 Standort KG: Haslach        | → Hauptartikel : Wehranlage (Haslach an der Mühl) f1 | BDA-Hist.: Q64485783 Status: Bescheid Stand der BDA-Liste: 2025-06-30 Name: Teil der Marktmauer GstNr.: .37 City wall of Haslach an der Mühl                                      |
| ja   | Datei hochladen | Teil der Marktbefestigung HERIS-ID: 37980 Objekt-ID: 37447                                                    | bei Schulgasse 9 Standort KG: Haslach        | → Hauptartikel : Wehranlage (Haslach an der Mühl) f1 | BDA-Hist.: Q64485820 Status: Bescheid Stand der BDA-Liste: 2025-06-30 Name: Teil der Marktbefestigung GstNr.: .38 City wall of Haslach an der Mühl                                |
| ja   | Datei hochladen | Teil der Marktmauer HERIS-ID: 19382 Objekt-ID: 15680                                                          | bei Schulgasse 11 Standort KG: Haslach       | → Hauptartikel : Wehranlage (Haslach an der Mühl) f1 | BDA-Hist.: Q64485786 Status: Bescheid Stand der BDA-Liste: 2025-06-30 Name: Teil der Marktmauer GstNr.: .39 City wall of Haslach an der Mühl                                      |
| ja   | Datei hochladen | Teil der Marktmauer HERIS-ID: 19383 Objekt-ID: 15681                                                          | bei Schulgasse 13 Standort KG: Haslach       | → Hauptartikel : Wehranlage (Haslach an der Mühl) f1 | BDA-Hist.: Q64485788 Status: Bescheid Stand der BDA-Liste: 2025-06-30 Name: Teil der Marktmauer GstNr.: .40/1, 14 City wall of Haslach an der Mühl                                |
| ja   | Datei hochladen | Teil der Marktmauer und Befestigungsturm HERIS-ID: 20403 Objekt-ID: 16707                                     | bei Schulgasse 15 Standort KG: Haslach       | → Hauptartikel : Wehranlage (Haslach an der Mühl) f1 | BDA-Hist.: Q64485793 Status: Bescheid Stand der BDA-Liste: 2025-06-30 Name: Teil der Marktmauer und Befestigungsturm GstNr.: .40/2 City wall of Haslach an der Mühl               |
| ja   | Datei hochladen | Teil der Marktmauer HERIS-ID: 20404 Objekt-ID: 16708                                                          | bei Schulgasse 17 Standort KG: Haslach       | → Hauptartikel : Wehranlage (Haslach an der Mühl) f1 | BDA-Hist.: Q64485795 Status: Bescheid Stand der BDA-Liste: 2025-06-30 Name: Teil der Marktmauer GstNr.: .25/2, 16/2 City wall of Haslach an der Mühl                              |
| BW   | Datei hochladen | Wohnhaus HERIS-ID: 93865 Objekt-ID: 108959                                                                    | Spitalgasse 7 Standort KG: Haslach           | | BDA-Hist.: Q37763045 Status: Bescheid Stand der BDA-Liste: 2025-06-30 Name: Wohnhaus GstNr.: .123                                                                                 |
| ja   | Datei hochladen | Ehem. Bürgerspital HERIS-ID: 19386 Objekt-ID: 15684                                                           | Spitalgasse 12 Standort KG: Haslach          | Das ehemalige Bürgerspital wurde zwischen 1826 und 1830 als dreiseitiger Eckbau mit Tormauer errichtet. | BDA-Hist.: Q37847454 Status: § 2a Stand der BDA-Liste: 2025-06-30 Name: Ehem. Bürgerspital GstNr.: .136/3 Ehemaliges Bürgerspital (Haslach an der Mühl)                           |
| ja   | Datei hochladen | Teil der Marktbefestigung HERIS-ID: 37976 Objekt-ID: 37427                                                    | bei Stelzen 1 Standort KG: Haslach           | → Hauptartikel : Wehranlage (Haslach an der Mühl) f1 | BDA-Hist.: Q64485818 Status: Bescheid Stand der BDA-Liste: 2025-06-30 Name: Teil der Marktbefestigung GstNr.: .42, 20 City wall of Haslach an der Mühl                            |
| ja   | Datei hochladen | Wohnhaus, ehem. Leinenweberhaus HERIS-ID: 19391 Objekt-ID: 15689                                              | Stelzen 8 Standort KG: Haslach               | Das ehemalige Leinenweberhaus besitzt Bauteile aus dem 16. Jahrhundert, ein Schopfwalmdach (aus dem Jahr 1929 nach dem letzten Brand) und eine historisierende Eingangstür. Mehrere Datierungen auf Steingewänden (1595, 1799 und 1807), im Inneren Sturztramdecken im Obergeschoß (17. Jh.) sowie teilweise barocke Türblätter und -beschläge. Bei der letzten Restaurierung 1994 wurden neben dem Haupteingang ein zugemauertes spätgotisches Portal sowie Fragmente barocker Fassadenornamente gefunden. | BDA-Hist.: Q37847466 Status: Bescheid Stand der BDA-Liste: 2025-06-30 Name: Wohnhaus, ehem. Leinenweberhaus GstNr.: .58                                                           |
| ja   | Datei hochladen | Anlage Textilfabrik Vonwiller HERIS-ID: 112335 Objekt-ID: 130478                                              | Stelzen 13-16 Standort KG: Haslach           | Leinen- und Baumwollfabrik Vonwiller und Foelser wurde zwischen 1830 und 1833 anstelle einer Marktmühle errichtet. 1875 erfolgte die Mechanisierung, 1901 erfolgte die Einrichtung eines Elektrizitätswerks. Zudem bestand in der Anlage, die seit 1999 in Gemeindebesitz steht, eine Zargbleiche, eine Zwirnerei und eine Kartenschlagerei. Von außen wird die Fabrik von mächtigen, vier- bis fünfgeschoßigen Baublöcken dominiert, die Betriebsleitervilla ist ein dreigeschoßiger Bau mit neobarockem Fassadendekor. Anmerkung: Bis 2014 unter der ID 15690 als Leinen- und Baumwollfabrik Vonwiller und Foelser geschützt. | BDA-Hist.: Q15850425 Status: Bescheid Stand der BDA-Liste: 2025-06-30 Name: Anlage Textilfabrik Vonwiller GstNr.: .63/3, .63/4, .63/2, .63/1 Textiles Zentrum Haslach             |
| ja   | Datei hochladen | Teil der Marktbefestigung HERIS-ID: 37973 Objekt-ID: 37424                                                    | bei Stelzen 17 Standort KG: Haslach          | → Hauptartikel : Wehranlage (Haslach an der Mühl) f1 | BDA-Hist.: Q64485813 Status: Bescheid Stand der BDA-Liste: 2025-06-30 Name: Teil der Marktbefestigung GstNr.: .49, 41/4 City wall of Haslach an der Mühl                          |
| ja   | Datei hochladen | Teil der Marktbefestigung HERIS-ID: 37974 Objekt-ID: 37425                                                    | bei Stelzen 23 Standort KG: Haslach          | → Hauptartikel : Wehranlage (Haslach an der Mühl) f1 | BDA-Hist.: Q64485814 Status: Bescheid Stand der BDA-Liste: 2025-06-30 Name: Teil der Marktbefestigung GstNr.: .48 City wall of Haslach an der Mühl                                |
| ja   | Datei hochladen | Teil der Marktbefestigung HERIS-ID: 37975 Objekt-ID: 37426                                                    | bei Stelzen 25 Standort KG: Haslach          | → Hauptartikel : Wehranlage (Haslach an der Mühl) f1 | BDA-Hist.: Q64485817 Status: Bescheid Stand der BDA-Liste: 2025-06-30 Name: Teil der Marktbefestigung GstNr.: .45, 21 City wall of Haslach an der Mühl                            |
| ja   | Datei hochladen | Russenfriedhof HERIS-ID: 19415 Objekt-ID: 15713                                                               | Sternwaldstraße Standort KG: Haslach         | Der sowjetische Friedhof wurde 1946 nordöstlich des Gemeindefriedhofs angelegt. | BDA-Hist.: Q37847540 Status: § 2a Stand der BDA-Liste: 2025-06-30 Name: Russenfriedhof GstNr.: 359/4                                                                              |
| ja   | Datei hochladen | Villa HERIS-ID: 19395 Objekt-ID: 15693                                                                        | Sternwaldstraße 1 Standort KG: Haslach       | Die frühhistoristische Villa wurde 1868 errichtet und übernahm teilweise die Funktion des 1867 abgebrochenen Oberen Torturms. | BDA-Hist.: Q37847476 Status: Bescheid Stand der BDA-Liste: 2025-06-30 Name: Villa GstNr.: .130/2                                                                                  |
| ja   | Datei hochladen | Villa Amerstorfer HERIS-ID: 19397 Objekt-ID: 15695                                                            | Sternwaldstraße 14 Standort KG: Haslach      | Die Villa Amerstorfer wurde zwischen 1918 und 1924 nach Plänen von Josef Kroh errichtet. | BDA-Hist.: Q37847489 Status: § 2a Stand der BDA-Liste: 2025-06-30 Name: Villa Amerstorfer GstNr.: 275/1                                                                           |
| ja   | Datei hochladen | Bürgerhaus, Leinenweberhaus HERIS-ID: 20409 Objekt-ID: 16713                                                  | Windgasse 1 Standort KG: Haslach             | Das im Kern spätmittelalterlich ehemalige Leinenweberhaus wurde im 15./16. Jahrhundert barock umgestaltet und besitzt eine dreigeschoßige Fassade mit spätmittelalterlichem Rundbogentor und historistischer Eingangstür. | BDA-Hist.: Q37851237 Status: Bescheid Stand der BDA-Liste: 2025-06-30 Name: Bürgerhaus, Leinenweberhaus GstNr.: .78                                                               |
| ja   | Datei hochladen | Teil der Marktbefestigung HERIS-ID: 37971 Objekt-ID: 37422                                                    | bei Windgasse 1 Standort KG: Haslach         | → Hauptartikel : Wehranlage (Haslach an der Mühl) f1 | BDA-Hist.: Q64485811 Status: Bescheid Stand der BDA-Liste: 2025-06-30 Name: Teil der Marktbefestigung GstNr.: .78 City wall of Haslach an der Mühl                                |
| ja   | Datei hochladen | Bürgerhaus, Leinenweberhaus HERIS-ID: 20410 Objekt-ID: 16714                                                  | Windgasse 3 Standort KG: Haslach             | Das ehemalige Leinenweberhaus aus dem Ende des 16. bzw. 17. Jahrhundert besitzt eine spätsezessionistische Rieselputzfassade aus der Zeit um 1910/20 mit gestuften Fensterrahmungen. | BDA-Hist.: Q37851248 Status: Bescheid Stand der BDA-Liste: 2025-06-30 Name: Bürgerhaus, Leinenweberhaus GstNr.: .79                                                               |
| ja   | Datei hochladen | Teil der Marktbefestigung HERIS-ID: 37970 Objekt-ID: 37421                                                    | bei Windgasse 3 Standort KG: Haslach         | → Hauptartikel : Wehranlage (Haslach an der Mühl) f1 | BDA-Hist.: Q64485809 Status: Bescheid Stand der BDA-Liste: 2025-06-30 Name: Teil der Marktbefestigung GstNr.: .79 City wall of Haslach an der Mühl                                |
| ja   | Datei hochladen | Bürgerhaus, sog. Leinwandhändlerhaus HERIS-ID: 20411 Objekt-ID: 16715                                         | Windgasse 5 Standort KG: Haslach             | Das ehemalige Leinwandhändlerhaus besitzt eine spätsecessionistische Fassade aus der Zeit um 1920/30, wobei die ursprünglich ältere Bausubstanz im 18. Jahrhundert stark verändert wurde. | BDA-Hist.: Q37851277 Status: Bescheid Stand der BDA-Liste: 2025-06-30 Name: Bürgerhaus, sog. Leinwandhändlerhaus GstNr.: .80/1                                                    |
| ja   | Datei hochladen | Teil der Marktbefestigung HERIS-ID: 37969 Objekt-ID: 37420                                                    | bei Windgasse 5 Standort KG: Haslach         | Anmerkung: Koordinate bei Grundstücksnummer .80/2 gesetzt da Grundstücksnummer vermutlich falsch | BDA-Hist.: Q64485807 Status: Bescheid Stand der BDA-Liste: 2025-06-30 Name: Teil der Marktbefestigung GstNr.: .80/1 City wall of Haslach an der Mühl                              |
| ja   | Datei hochladen | Bürgerhaus, ehem. Schwarz- und Schönfärberhaus HERIS-ID: 20412 Objekt-ID: 16716                               | Windgasse 7 Standort KG: Haslach             | Das ehemalige Schwarz- und Schönfärberhaus wurde wahrscheinlich im 16. Jahrhundert aus zwei Einzelgebäuden gebildet. | BDA-Hist.: Q37851292 Status: Bescheid Stand der BDA-Liste: 2025-06-30 Name: Bürgerhaus, ehem. Schwarz- und Schönfärberhaus GstNr.: .81                                            |
| ja   | Datei hochladen | Teil der Marktbefestigung HERIS-ID: 37968 Objekt-ID: 37419                                                    | bei Windgasse 7 Standort KG: Haslach         | → Hauptartikel : Wehranlage (Haslach an der Mühl) f1 | BDA-Hist.: Q64485806 Status: Bescheid Stand der BDA-Liste: 2025-06-30 Name: Teil der Marktbefestigung GstNr.: .81 City wall of Haslach an der Mühl                                |
| ja   | Datei hochladen | Bürgerhaus, Bäcker- und Gasthaus HERIS-ID: 24703 Objekt-ID: 21109                                             | Windgasse 8 Standort KG: Haslach             | Der Bau mit rezenten Veränderungen stammt aus dem Ende des 16. bzw. 17. Jahrhunderts. Im Inneren finden sich Kreuzgratgewölbe sowie Riemlingdecken mit Rüstbaum und Zirkelschlagornamentik. | BDA-Hist.: Q37886695 Status: Bescheid Stand der BDA-Liste: 2025-06-30 Name: Bürgerhaus, Bäcker- und Gasthaus GstNr.: .89                                                          |
| ja   | Datei hochladen | Museum für mechanische Musik, Volkskunst und Spielzeug, ehem. Salzherrenhaus HERIS-ID: 20398 Objekt-ID: 16701 | Windgasse 9 Standort KG: Haslach             | Das Museum für mechanische Musik ist in einem bemerkenswerten Ackerbürgerhaus aus dem dritten Drittel des 16. Jahrhunderts untergebracht. Das Gebäude mit spätbarocken Adaptierungen besitzt eine Fassade mit Ortsteinquaderung, ein Segmentbogenportal mit Salzfass als Schlussstein und unterschiedlich gestaltete Fenster. Das untergebrachte Museum besitzt eine der größten europäischen Sammlungen von Musikautomaten. | BDA-Hist.: Q37851154 Status: Bescheid Stand der BDA-Liste: 2025-06-30 Name: Museum für mechanische Musik, Volkskunst und Spielzeug, ehem. Salzherrenhaus GstNr.: .82              |
| ja   | Datei hochladen | Alter Torturm/Heimathaus HERIS-ID: 19358 Objekt-ID: 15656                                                     | Windgasse 10 Standort KG: Haslach            | Der Untere Torturm stellt den ehemaligen nordwestlichen Zugang zum Markt dar. Der mächtige Turm über quadratischem Grundriss besitzt eine kreuzgratgewölbte Durchfahrt und ein Schopfwalmdach. Der Turm beherbergt das Heimathaus. | BDA-Hist.: Q37847377 Status: Bescheid Stand der BDA-Liste: 2025-06-30 Name: Alter Torturm/Heimathaus GstNr.: .88 Torturm, Haslach an der Mühl                                     |
| ja   | Datei hochladen | Bürgerhaus, Leinenweberhaus HERIS-ID: 20413 Objekt-ID: 16717                                                  | Windgasse 11 Standort KG: Haslach            | Bürgerhaus aus der Zeit um 1600 mit spätsezessionistischem Fassadendekor aus der Zeit um 1910/20. | BDA-Hist.: Q37851322 Status: Bescheid Stand der BDA-Liste: 2025-06-30 Name: Bürgerhaus, Leinenweberhaus GstNr.: .83                                                               |
| ja   | Datei hochladen | Teil der Marktbefestigung HERIS-ID: 37967 Objekt-ID: 37417                                                    | bei Windgasse 11 Standort KG: Haslach        | → Hauptartikel : Wehranlage (Haslach an der Mühl) f1 | BDA-Hist.: Q64485804 Status: Bescheid Stand der BDA-Liste: 2025-06-30 Name: Teil der Marktbefestigung GstNr.: .83 City wall of Haslach an der Mühl                                |
| ja   | Datei hochladen | Bürgerhaus, Leinenweberhaus mit Hinterhaus HERIS-ID: 20414 Objekt-ID: 16718                                   | Windgasse 13 Standort KG: Haslach            | Spätmittelalterlicher Bau mit späterer Umgestaltung und barocker Fassade aus der Zeit um 1800. | BDA-Hist.: Q37851333 Status: Bescheid Stand der BDA-Liste: 2025-06-30 Name: Bürgerhaus, Leinenweberhaus mit Hinterhaus GstNr.: .84                                                |
| ja   | Datei hochladen | Teil der Marktbefestigung HERIS-ID: 37966 Objekt-ID: 37416                                                    | bei Windgasse 13 Standort KG: Haslach        | → Hauptartikel : Wehranlage (Haslach an der Mühl) f1 | BDA-Hist.: Q64485801 Status: Bescheid Stand der BDA-Liste: 2025-06-30 Name: Teil der Marktbefestigung GstNr.: .84 City wall of Haslach an der Mühl                                |
| ja   | Datei hochladen | Bürgerhaus, Weber- und Viehhändlerhaus HERIS-ID: 20415 Objekt-ID: 16719                                       | Windgasse 15 Standort KG: Haslach            | Urkundlich 1750 genanntes Bürgerhaus mit mittelalterlichen Bauteilen und Umbauten aus dem 19. Jahrhundert. Anmerkung: siehe Fehlerliste | BDA-Hist.: Q37851357 Status: Bescheid Stand der BDA-Liste: 2025-06-30 Name: Bürgerhaus, Weber- und Viehhändlerhaus GstNr.: .85                                                    |
| ja   | Datei hochladen | Teil der Marktbefestigung HERIS-ID: 37965 Objekt-ID: 37415                                                    | bei Windgasse 15 Standort KG: Haslach        | → Hauptartikel : Wehranlage (Haslach an der Mühl) f1 | BDA-Hist.: Q64485799 Status: Bescheid Stand der BDA-Liste: 2025-06-30 Name: Teil der Marktbefestigung GstNr.: .85 City wall of Haslach an der Mühl                                |
| ja   | Datei hochladen | Bürgerhaus, Schuhmacherhaus HERIS-ID: 20416 Objekt-ID: 16720                                                  | Windgasse 17 Standort KG: Haslach            | Das Handels- und Kaufmannsmuseum ist ein breit gelagerter Bau aus dem 19. bis frühen 20. Jahrhundert, das 1963 hakenförmig an den Unteren Torturm angebunden. 1988 wurde das Haus in ein Museum umgewandelt, wobei eine Ladeneinrichtung von 1900/1927 sowie ein Büro aus der Zeit von 1913 gezeigt werden. | BDA-Hist.: Q37851370 Status: Bescheid Stand der BDA-Liste: 2025-06-30 Name: Bürgerhaus, Schuhmacherhaus GstNr.: .86/1, .86/2                                                      |
| ja   | Datei hochladen | Eckturm und Mauerstück HERIS-ID: 37964 Objekt-ID: 37414                                                       | bei Windgasse 17 Standort KG: Haslach        | → Hauptartikel : Wehranlage (Haslach an der Mühl) f1 | BDA-Hist.: Q64485797 Status: Bescheid Stand der BDA-Liste: 2025-06-30 Name: Eckturm und Mauerstück GstNr.: .86/1, .86/2 City wall of Haslach an der Mühl                          |
| ja   | Datei hochladen | Grubberg-Kapelle HERIS-ID: 19360 Objekt-ID: 15658                                                             | östlich Grubberg 43 Standort KG: Haslach     | Die Grubbergkapelle wurde 1852 errichtet und mehrfach renoviert. Der niedrige Rechteckbau mit Walmdach und Dachreiter beherbergt eine schlichte, bäuerliche Einrichtung. Zu der Kapelle gehören zudem Kreuzwegstationen, die als Breitpfeiler mit Bronzereliefs ausgeführt wurden. | BDA-Hist.: Q37847401 Status: Bescheid Stand der BDA-Liste: 2025-06-30 Name: Grubberg-Kapelle GstNr.: .258/1 Grubbergkapelle mit Kreuzweg                                          |